# Ана Торв
Ана Торв (енгл. Anna Torv 7. јун 1979. Мелбурн) је аустралијска глумица. Најпознатија је по улози агента ФБИ Оливије Данам у Фоксовој научно—фантастичној серији Фринџ (2008–2013), за коју је номинована за Телевизијска награда по избору критичара за најбољу глумицу у драмској серији и добила четири Награде Сатурн за најбољу глумицу на телевизији. Такође је глумила Др Венди Кар у Нетфликсовој трилер-серији Ловац на умове (2017-данас).

## Детињство и младост
Ана Торв је рођена у Мелбурну у држави Викторија, од мајке Сузан (рођена Кармајкл) и оца Ханса Торва. Одрасла је у Гоулд Коуст, у Квинсленду. Њен отац је рођен у Стирлингу у Шкотској, од мајке Шкоткиње и оца естонског порекла. Њена мајка је шкотског порекла. Са оцом није у блиским односима. Има млађег брата, Дилана. Њена тетка је списатељица Ана Мердок Ман, која је 31 годину била удата за медијског могула Руперта Мердока.
Завршила је Бенова државну средњу школу 1996. године. Дипломирала је 2001. године на аустралијском Националном институту драмских уметности (НИДА), на смеру сценске уметности.

## Каријера
Каријеру је започела 2003. године у позоришту улогом Офелије у Бел Шекспировој продукцији Хамлета. Од 2004, придружила се глумцима аустралијске телевизијске драме Наш тајни живот где глуми Ники Мартел.
Током 2005. године снимила је серију аудио књига за Соло колекцију Сколастик Аустралије, укључујући наслове Мали прсти, Џекова сова, Спајк и Меди у средини, а 2007. године је дала глас Нарико у видео-игри Небески мач. 
Потом се 2008. године појавила у ББС-ијевој серији Љубавнице. Од 2008. до 2013. године глумила је агента Оливију Данам у америчкој телевизијској серији Фринџ. Добила је награду Аустралијанци у филмском пробоју 2009. године. Пет пута је номинована за награду Сатурн за најбољу телевизијску глумицу од 2009. до 2013. године, освојивши укупно четири. Глумила је Вирџинију Греј у ХБО-овој мини серији Пацифик, а касније у видеу Оригинални колеџ хумор тиранског саобраћајног полицаца. У филмској адаптацији Небеског мача из 2014. године, поновила је улогу Нарико.
Била је четири пута на листи "100 најсексипилнијих жена на ТВ" у избору BuddyTV . Заузела је #16 у 2009. години,  #27 у 2010. години, #48 у 2011. години  и #68 у 2012. години.
У марту 2016. добила је улогу Венди Кар, ФБИ-јеве саветнице, у Нетфликсовој драми Ловац на умове режисера Дејвида Финчера.

## Приватни живот
У децембру 2008, Ана Торв се удала за свог колегу из серије Фринџ Марка Велија. Развели су се након једне године брака.

## Филмографија

### Филм
| Година | Наслов            | Улога             | Напомена |
| ------ | ----------------- | ----------------- | -------- |
| 2003   | Путујућа светлост | Дебра Фоулер      |          |
| 2006   | Књига Откривења   | Бриџит / Гертруда |          |
| 2014   | Небески мач       | Нарико (глас)     |          |
| 2014   | Љубав је сада     | Вирџинија Греј    |          |
| 2015   | Кћерка            | Ана               |          |
| 2017   | Стефани           | Џејн              |          |

### Телевизија
| Година     | Наслов                 | Улога                  | Напомена    |
| ---------- | ---------------------- | ---------------------- | ----------- |
| 2002       | White Collar Blue      | комшиница              | ТВ филм     |
| 2002       | Млади лавови           | Ирена Недов            | 13 епизода  |
| 2004–2005  | Наш тајни живот        | Ники Мартел            | 20 епизода  |
| 2004       | Маклаудове ћерке       | Џасмин Маклауд         | 2 епизода   |
| 2007       | Франкенштајн           | мед. сестра            | ТВ филм     |
| 2008       | Љубавнице              | Алекс                  | 5 епизода   |
| 2008–2013  | Фринџ                  | Оливија Данам          | 100 епизоде |
| 2010       | Пацифик                | Вирџинија Греј         | 1 епизода   |
| 2011       | Оригинални колеџ хумор | Полицајка Алија        | 1 епизода   |
| 2013       | Отворено               | Виндсор                | пилот       |
| 2015       | Крајњи рок Галипоље    | Лејди Гвендолин Черчил | 4 епизоде   |
| 2016, 2019 | Тајни град             | Харијет Данкли         | 12 епизода  |
| 2017–2019  | Ловац на умове         | Венди Кар              | 19 епизода  |
| 2023−      | The Last of Us         | Тес                    |             |

### Позориште
| Година    | Наслов                        | Улога          | Позорише                           | Напомене                                                     |
| --------- | ----------------------------- | -------------- | ---------------------------------- | ------------------------------------------------------------ |
| 1986      | Ноћ пре Божића                | Бес            | Римски скандали позоришни ресторан |                                                              |
| 1998–2001 | Неоткривена земља             | Непознато      | Непознато                          | Информације из позоришног програма за представу Хамлет 2003. |
| 1998–2001 | Линија тела: Време је истекло | Непознато      | Непознато                          | Информације из позоришног програма за представу Хамлет 2003. |
| 1998–2001 | Ричард III                    | Непознато      | Непознато                          | Информације из позоришног програма за представу Хамлет 2003. |
| 1998–2001 | Бејзик Бурлеска               | Непознато      | Непознато                          | Информације из позоришног програма за представу Хамлет 2003. |
| 2001      | Изобиље                       | Сузан Трахерн  | НИДА позориште                     | 2. април 2001.                                               |
| 2001      | Језик Богова                  | Алисија        | НИДА позориште                     | 5. мај 2001.                                                 |
| 2001      | Прстен око Месеца             | Капулат        | НИДА студио                        | 27. јун 2001.                                                |
| 2001      | Лаку ноћ децо свуда           | Ен             | НИДА студио                        | 28. септембар 2001,                                          |
| 2001      | Пољуби ме Кејт                | девојка у хору | Театар парада                      | 17. октобар 2001.                                            |
| 2002      | The Credeaux Canvas           | Амелија        | СБВ позориште                      | У сарадњи са Грифин позориштем                               |
| 2003      | Хамлет                        | Офелија        | Бел Шекспир                        |                                                              |
| 2005      | Воћњак трешања                | Анја           | Сиднеј театар                      |                                                              |

### Видео игре
| Година | Наслов      | Улога         | Напомена               |
| ------ | ----------- | ------------- | ---------------------- |
| 2007   | Небески мач | Нарико (глас) | Такође снимање покрета |

## Награде и номинације
| Година | Награда                                                                       | Номиновани рад | Резултат   |
| ------ | ----------------------------------------------------------------------------- | -------------- | ---------- |
| 2008   | Награда Сатурн за најбољу глумицу на телевизији                               | Фринџ          | Номинација |
| 2009   | Награда Сатурн за најбољу глумицу на телевизији                               | Фринџ          | Освојено   |
| 2010   | Награда Сатурн за најбољу глумицу на телевизији                               | Фринџ          | Освојено   |
| 2010   | Награде по избору тинејџера за ТВ глумицу у научно—фантастичној серији        | Фринџ          | Номинација |
| 2011   | Телевизијска награда по избору критичара за најбољу глумицу у драмској серији | Фринџ          | Номинација |
| 2011   | Награда Сатурн за најбољу глумицу на телевизији                               | Фринџ          | Освојено   |
| 2011   | Награде по избору тинејџера за ТВ глумицу у научно—фантастичној серији        | Фринџ          | Номинација |
| 2012   | Награде по избору тинејџера за ТВ глумицу у научно—фантастичној серији        | Фринџ          | Номинација |
| 2012   | Награда Сатурн за најбољу глумицу на телевизији                               | Фринџ          | Освојено   |
| 2017   | Награда Логи за најистакнутију глумицу                                        | Тајни град     | Освојено   |